# フリーラント

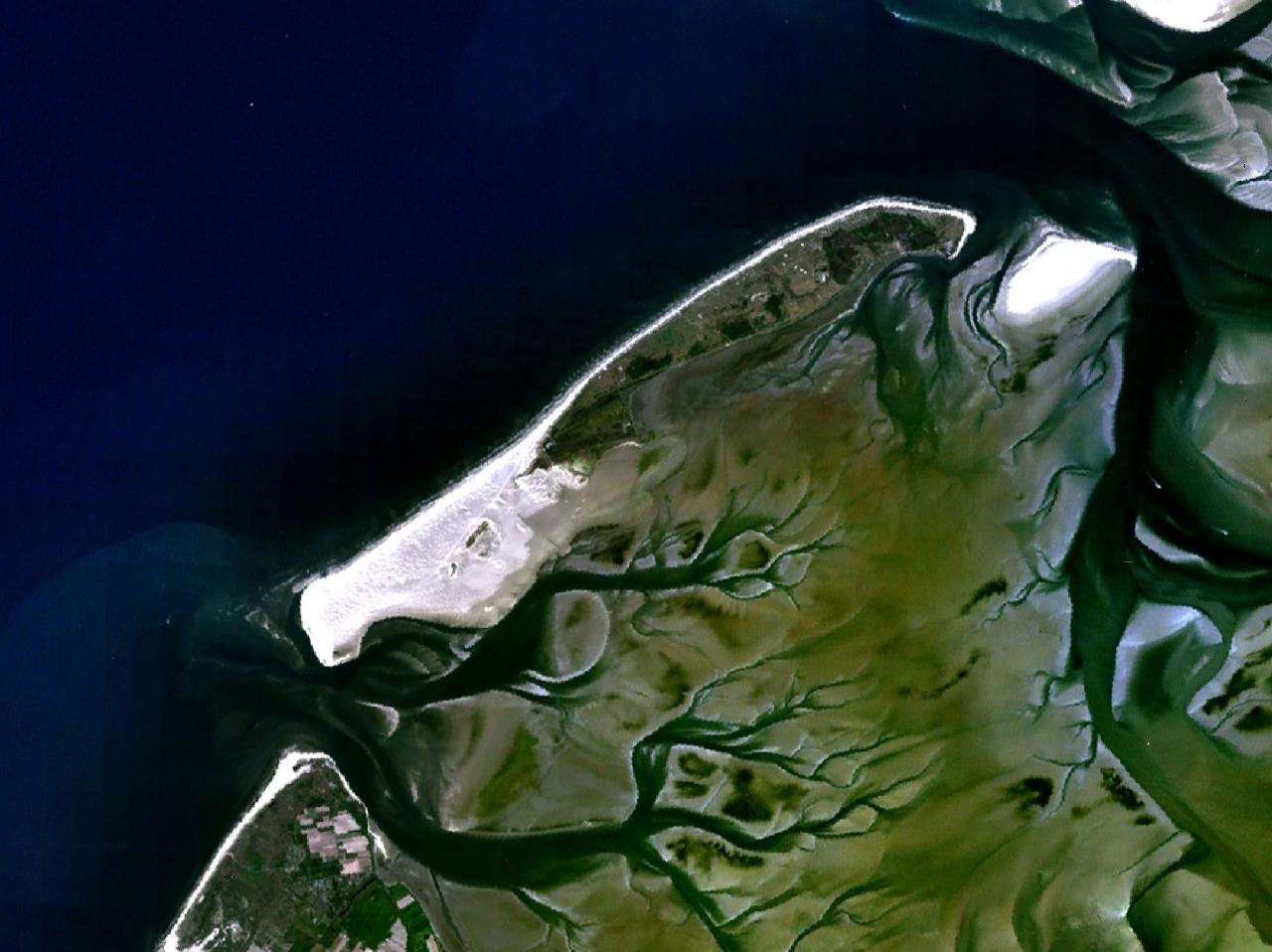
衛星写真

フリーラント島 （オランダ語: Vlieland [ˈvlilɑnt] ( 音声ファイル)、西フリジア語：Flylân）は、オランダ・フリースラント州の基礎自治体（ヘメーンテ）。島には主要な町としてオースト・フリーラント（Oost-Vlieland）があるのみである。オランダ国内で、二番目に人口の少ない基礎自治体である。ワッデン海上にある西フリースラント諸島の一つ。南西にテセル島、北東にテルスヘリング島がある。

## 交通
フリーラントは、本土のハルリンゲンとの間に定期フェリーが往復している。フェリー所要時間はおよそ1時間30分。観光客の自家用車での島への乗り入れは禁じられている。島内の主な交通手段は自転車である。自転車道が島中を網羅している。

## 風景
島の風景の大半は砂丘からなっており、一部に針葉樹林、汽水域のラグーンと小さな草原がある。西部は砂地であるため、しばしば『北国のサハラ』と呼ばれる。
島にはアカアシシギとヘラサギが多く生息しており、2000年にラムサール条約登録地となった。

## 観光
観光産業はフリーラントの主な収入源である。概算して15のホテル、数百にものぼる貸別荘や賃貸物件がある。また2つのキャンプ場がある。